# Emilian de la Durostorum
Emilian de la Durostorum (în greacă Ο Άγιος Αιμιλιανός) (n. în timpul împăratului Iulian Apostatul, Durostorum – d. 18 iulie 362) sau Sfântul Mucenic Emilian de la Durostorum a fost un militar din cetatea Durostorum (Silistra de astăzi), fiul prefectului din Durostorum, Sabbastianus. Acesta este considerat sfânt în Biserica Ortodoxă, fiind prăznuit pe 18 iulie.
Despre Emilian avem informații de la Ieronim și Teodoret, precum și dintr-o scrisoare a lui Ambrosiu de Milan adresată împăratului Teodosiu I cel Mare.
Împăratul Iulian Apostatul voi să restabilească politeismul, dar aceasta a provocat o revoltă printre soldații de la Dristra (sau Durostor). Pe 16 iulie 362, bucurându-se de libertatea religioasă, câțiva dristreni au adus jertfă unui zeu, apoi au tocmit sărbătoare. Unul din soldați, Emilian, s-a amestecat, pentru a tulbura sărbătoarea. A răsturnat jertfelnicul, după care a fugit. Căpetenia cetății, Capitolin, a dat ordin să fie ucis cel care provocase revolta. O parte din soldați au prins un țăran, l-au îmbătat, și au vrut să-l ardă viu, ca țap ispășitor. Atunci Emilian s-a predat, recunoscând că el fuse autorul faptei. A fost biciuit de două ori. Două zile mai târziu a fost ars viu, pe malul Dunării. Legendele medievale povestesc o sumedenie de torturi, iar moartea lui Emilian doar pe 3 septembrie, dar nu au nici un temei istoric.